# بيلي جين (ممثل)
بيلي جين (بالإنجليزية: Billy Jayne)‏ هو ممثل أمريكي، ولد في 10 أبريل 1969 بكوينز في الولايات المتحدة.

## أعمال

### أفلام
- (1983) كوجو

## وصلات خارجية
- بيلي جين على موقع IMDb (الإنجليزية)
- بيلي جين على موقع ألو سيني (الفرنسية)
- بيلي جين على موقع أول موفي (الإنجليزية)
- بيلي جين على موقع قاعدة بيانات الأفلام السويدية (السويدية)
- بيلي جين على موقع قاعدة بيانات الفيلم (الإنجليزية)
- بيلي جين على موقع كينوبويسك (الروسية)